# Colin Räbiger
Colin Räbiger (* 19. Januar 1994) ist ein deutscher Handballspieler.

## Karriere
Colin Räbiger begann mit dem Handball beim VfL Wanfried. Über den ThSV Eisenach kam er 2010 zum HC Bremen, wo er zuletzt in der A-Jugend-Bundesliga spielte. Außerdem lief er während seiner Bremer Zeit aufgrund eines Doppelspielrechts für den Drittligisten VfL Edewecht auf. Zur Saison 2013/14 wechselte der 2,07 Meter große Handballtorwart zum Erstligisten MT Melsungen, wo er einen Zweijahresvertrag unterschrieb. Sein Bundesligadebüt gab Räbiger am 16. März 2014 beim Melsunger 30:25-Auswärtssieg gegen den VfL Gummersbach. Er hatte zudem ein Zweitspielrecht für den GSV Eintracht Baunatal, bei dem er zusammen mit seinem Bruder Phil Räbiger spielte. Im Juli 2014 wurde der Vertrag mit der MT auf Räbigers Wunsch aufgelöst. Anschließend schloss sich Räbiger der zweiten Mannschaft von GWD Minden an. Im November 2016 erhielt er ein Zweitspielrecht für den Drittligisten HSG Burgwedel, der ihn ab 2017 fest verpflichtete. Im Sommer 2018 wurde er an den damaligen Oberligisten TuS Vinnhorst ausgeliehen.
Räbiger ist zudem Beachhandball-Spieler, er tritt hier für die Nordlichter aus Oldenburg an und ist Mitglied der Beachhandball-Nationalmannschaft. Mit der Nationalmannschaft verpasste er bei den Europameisterschaften 2019 in Stare Jabłonki nur knapp die Halbfinals und belegte am Ende mit der deutschen Mannschaft den sechsten Platz. 2021 wurde er bei den Deutschen Meisterschaften mit seiner Mannschaft Nordlichter Bremen Dritter.
Ab 2021 war Räbiger zudem Torwarttrainer des TuS Vinnhorst und seit 2022 ist er vom DHB lizenzierter Torwarttrainer. Nachdem Räbiger im Jahr 2023 mit Vinnhorst in die 2. Bundesliga aufgestiegen war, schloss er sich dem Drittligisten TSV Anderten an. Im Februar 2025 verkündete Räbiger, dass er seine Karriere nach der Saison 2024/25 beenden wird.

## Sonstiges
Räbiger ist ausgebildeter Kaufmann für Büromanagement und hat ein Studium der Wirtschaftswissenschaften begonnen.